# Balagansk
Balagansk (del ruso: Балага́нск) es una localidad urbana (asentamiento de trabajo) y el centro administrativo del Distrito de Balagansky del óblast de Irkutsk, Rusia. Está ubicada sobre la ribera oriental del río Angará, río abajo desde Svirsk y a 285 kilómetros al noroeste de Irkutsk y al sureste de Sayansk. Para 2010 tenía una población de 4109 habitantes.
En los tres lados de Balagansk se encuentra la represa de Bratsk. La localidad es conocida principalmente por la Prisión Balagansk, la cual fue usada como uno de los campos de exilio en Siberia durante la era de Stalin.

## Historia
Balagansk fue fundada en 1654 en la ribera este del río Angara al lado contrario de la desembocadura del río Unga por el destacamento de cosacos liderado por Dmitry Firsov en el curso de la colonización rusa de Siberia. Su nombre proviene de la palabra "Bulagat", que literalmente significa cazadores de sable, una tribu buriata. A partir de 1655 la localidad recibió una ola de inmigración masiva; y finalmente se creó una colonia alrededor de la industria de minado de hierro. En 1658, Ivan Pokhabov, el administrador (prikazchik) de Balagansk, provocó un brote de enfermedades y muchos rusos murieron a causa de esto. Poco después se construyó la Fortaleza Balagansk (ostrog); los buriatos fueron reclutados a ésta y pagaron tributo a los rusos. Los buriatos crecieron hasta dominar el área y el 1 de abril de 1818, diecisiete clanes de  los buriatos de Balagansk se reunieron y adoptaron un memorándum para ser presentado a las autoridades rusas. En su memorándum hablaron de seis temas importantes y solicitaron se tomen acciones sobre cada uno de ellos que esté relacionado con las cortes, leyes privadas, derecho criminal, y los derechos y deberes del jefe Taisha y los líderes de los clanes.
Durante la reforma administrativa llevada a cabo en 1708 por Pedro el Grande, el área fue incluida en la Gobernación de Siberia. En 1764, la Gobernación de Irkutsk se separó, y en 1775 Balagansk se convirtió en un pueblo y la sede de gobierno del Balagansky Uyezd de la Gobernación de Irkutsk. En 1924, los uyezds fueron abolidos, la gubernia fue dividida en distritos y Balagansk pasó a formar parte del Distrito de Ziminsky. En 1925 perdió su estatus como pueblo y fue degradado a selo. En 1926 se creó el Distrito de Balagansky, y Balagansky se convirtió en el centro de dicho distrito.
En los siglos 19 y 20, Balagansk, junto con todos los demás pueblos siberianos, fue utilizado para el exilio político. Caterina Breshkovsky, conocida como la Pequeña Abuela de la Revolución Rusa, fue enviada a Balagansk, un lugar que ella escogió, ya que creía que su salud estaría mejor protegida allí. Iósif Stalin, cuando trató de escapar de su exilio en 1902, visitó Balagansk. La Prisión de Balagansk fue utilizada por el mismo Stalin como uno de sus campos de exilio siberianos para disidentes, grupos étnicos perseguidos y criminales; muchos judíos fueron enviados por él a este campamento. Esta prisión es uno de los edificios más antiguos de la ciudad pero desde hace mucho tiempo ha estado en un estado dilapidado.
Durante la construcción de la Planta Hidroeléctrica de Bratsk, Balagansk tuvo que ser evacuado porque iba a ser sumergido por el agua. Una nueva localidad, Novobalagansk (literalmente, Nueva Balagansk), fue fundada en 1957 a varias decenas de kilómetros al norte de la ubicación de Balagansk para trasladar a sus residentes. El nombre fue transferido a esta nueva localidad, cuando fue renombrado Balgansk y recibió su estatus como asentamiento de tipo urbano el 5 de junio de 1962. El mismo año, el Distrito de Balagansky fue abolido, y el asentamiento fue transferido al Distrito de Zalarinsky, en 1965 al Distrito de Ust-Udinsky y en 1989 se re-estableció el Distrito de Balagansky, siendo Balagansk su centro administrativo.

## Geografía
Balagansk está ubicado en la ribera izquierda del río Angara con una elevación promedio de 427 m s. n. m. Existe una gruta cerca de Balagansk que consiste de una cueva cuya entrada está formada sobre una roca de 21 metros de altura y un ancho aproximado de 55 m. A lo lejos parece ser una ruina. En la entrada grande hay tres cavernas que llevan a tres galerías grandes, cada una de unos 320 m de largo. Estas se unen al final para formar una caverna más grande que se extiende aún más y culmina sin salida al exterior en una enorme masa de hielo.

## Clima y vegetación
Durante el Pleistoceno, los cambios climáticos que sufrió la región fueron severos, lo que causó cambios en los patrones de distribución de la flora y la fauna. Estos cambios que ocurrieron entre los periodos glaciales e interglaciales han sido explicados bajo la teoría de la refugia propuesta en 1969 por Jürgen Haffer. Balagansk, que forma parte de las estepas boscosas del este de Tulu-Irkutsk-Balagansk, se dice posee un tipo de vegetación arbórea diferente. Esta es predominantemente pinos y alerce. El área que está forestada es mucho mayor que el área cultivada.
El clima de Balagansk es siberiano y las temperaturas y precipitaciones medias para cada mes del año son las siguientes:
| Parámetros climáticos promedio de Balagansk, Russia | Parámetros climáticos promedio de Balagansk, Russia | Parámetros climáticos promedio de Balagansk, Russia | Parámetros climáticos promedio de Balagansk, Russia | Parámetros climáticos promedio de Balagansk, Russia | Parámetros climáticos promedio de Balagansk, Russia | Parámetros climáticos promedio de Balagansk, Russia | Parámetros climáticos promedio de Balagansk, Russia | Parámetros climáticos promedio de Balagansk, Russia | Parámetros climáticos promedio de Balagansk, Russia | Parámetros climáticos promedio de Balagansk, Russia | Parámetros climáticos promedio de Balagansk, Russia | Parámetros climáticos promedio de Balagansk, Russia | Parámetros climáticos promedio de Balagansk, Russia |
| Mes                                                 | Ene.                                                | Feb.                                                | Mar.                                                | Abr.                                                | May.                                                | Jun.                                                | Jul.                                                | Ago.                                                | Sep.                                                | Oct.                                                | Nov.                                                | Dic.                                                | Anual                                               |
| --------------------------------------------------- | --------------------------------------------------- | --------------------------------------------------- | --------------------------------------------------- | --------------------------------------------------- | --------------------------------------------------- | --------------------------------------------------- | --------------------------------------------------- | --------------------------------------------------- | --------------------------------------------------- | --------------------------------------------------- | --------------------------------------------------- | --------------------------------------------------- | --------------------------------------------------- |
| Temp. máx. media (°C)                               | -18                                                 | -14                                                 | -2                                                  | 7                                                   | 16                                                  | 22                                                  | 25                                                  | 22                                                  | 14                                                  | 4                                                   | -1.5                                                | -2.5                                                | 25                                                  |
| Temp. mín. media (°C)                               | -27                                                 | -25                                                 | -12                                                 | -6                                                  | 1                                                   | 9                                                   | 13                                                  | 10                                                  | 3                                                   | -6                                                  | -6                                                  | -16                                                 | -27                                                 |
| Lluvias (mm)                                        | 14.5                                                | 7.4                                                 | 11.5                                                | 17.1                                                | 32                                                  | 65.4                                                | 60.1                                                | 62.5                                                | 43.9                                                | 17.6                                                | 13.5                                                | 17.4                                                | 362.9                                               |
| Fuente:                                             |                                                     |                                                     |                                                     |                                                     |                                                     |                                                     |                                                     |                                                     |                                                     |                                                     |                                                     |                                                     |                                                     |

## Economía

### Industria
La economía de Balagansk está basada en la explotación de madera y producción de comida. A 2 kilómetros al sur de Balagansk existe una cantera que provee suministros para la producción de ladrillos.

### Transporte
La localidad está conectada por un camino con Zalari, desde donde tiene acceso a la Autopista M53, que conecta a Novosibirsk con Irkutsk. La estación de tren más cercana también se encuentra en Zalari, la cual es parte de la ruta del Transiberiano. El río Angra es navegable.

## Cultura
La tumba de Władysław Anielewski, un socialdemócrata polaco que murió en 1898, en el viejo cementerio en Balagansk, está protegida como monumento cultural de importancia federal.